# Marina chrysorrhiza
Marina chrysorrhiza är en ärtväxtart som först beskrevs av Asa Gray, och fick sitt nu gällande namn av Rupert Charles Barneby. Marina chrysorrhiza ingår i släktet Marina och familjen ärtväxter. Inga underarter finns listade i Catalogue of Life.